# Vito Russo

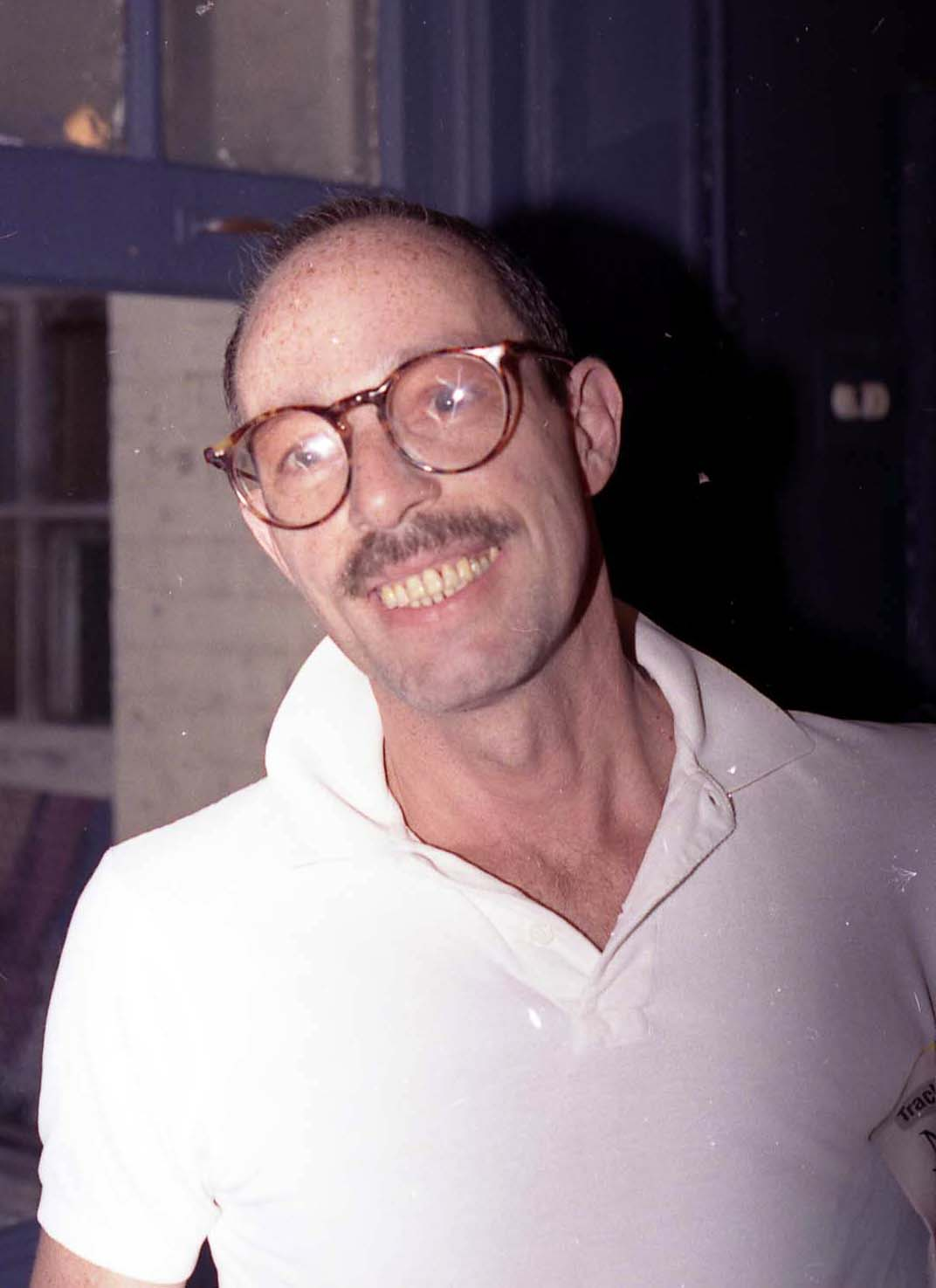
Vito Russo, 1989

Vito Anthony Russo (* 11. Juli 1946 in Manhattan, New York City; † 7. November 1990 ebenda) war ein US-amerikanischer Autor, Filmhistoriker und LGBT-Aktivist. In seinem einflussreichen Werk The Celluloid Closet setzte er sich mit der Darstellung von LGBT-Menschen in der Filmgeschichte auseinander.

## Leben und Wirken
Nach den Krawallen in Stonewall wurde Russo in den frühen 1970er-Jahren Mitglied der Organisation Gay Activists Alliance und somit Teil der Lesben- und Schwulenbewegung in New York. Gegen Ende seines Lebens war er auch aktives Mitglied in der Organisation Act Up, die sich dem Kampf gegen Aids widmete. Beruflich machte Russo einen Masterabschluss im Bereich Film an der New York University, anschließend arbeitete er als Filmkurator für das Museum of Modern Art und die Gay Activists Alliance.
1981 wurde Russos Buch The Celluloid Closet veröffentlicht, in dem er sich mit der Darstellung von Homosexualität in der Filmgeschichte auseinandersetzte und das ein bahnbrechendes Werk zu diesem Thema wurde. Der Titel The Celluloid Closet setzt sich aus dem Filmmaterial Zelluloid und „closet“ als umgangssprachlicher Begriff für den Zustand ungeouteter Menschen zusammen. Das Material zum Buch entnahm er eigenen Vorträgen, die er bereits in den 1970er-Jahren an Universitäten und anderen Orten über Homosexualität im Film gehalten hatte. Russo analysierte anhand vieler Filmbeispiele, dass Homosexuelle in der Filmgeschichte entweder nur andeutungsweise gezeigt worden seien (da Regularien wie der Hays Code eine offene Darstellung verboten), oder von ihnen vereinfachende, oft negative Stereotypen gezeichnet wurden. In der erweiterten Neuausgabe von 1987 kam er zu dem Schluss, dass es inzwischen viel mehr Filme über Homosexualität gebe, aber diese häufig aus der Perspektive der Mehrheitsgesellschaft gedreht worden seien. Er wünschte sich Filme, die „zufällig schwule“ Menschen realistisch präsentieren würden und zugleich ein breites Publikum ansprechen könnten. Basierend auf Russos Buch produzierte der Fernsehsender HBO im Jahr 1995 den Dokumentarfilm The Celluloid Closet, bei dem Russos enge Freundin Lily Tomlin als Sprecherin fungierte.
1983 schrieb und produzierte Russo eine 13-teilige Fernsehsendung mit dem Titel Our Time für den New Yorker Sender WNYC-TV, es handelte sich dabei um eine der ersten auf LGBT-Menschen konzentrierten Sendungen der amerikanischen Fernsehgeschichte. Russos Wahrnehmung über die negative Art und Weise, wie LGBT-Menschen in den US-amerikanischen Medien dargestellt wurden, veranlasste ihn, im Jahr 1985 die Organisation Gay and Lesbian Alliance Against Defamation (GLAAD) zu gründen. Diese Organisation beobachtet die Mediendarstellung von LGBT-Themen und -Personen und vergibt jährlich den GLAAD Media Awards. Ebenfalls 1985 fungierte er als Publicity-Direktor bei dem mit einem Oscar ausgezeichneten Dokumentarfilm The Times of Harvey Milk über den schwulen Politiker Harvey Milk.
1989 erschien Russo vor der Kamera in dem oscarprämierten Dokumentarfilm Common Threads: Stories from the Quilt, in der er die Geschichte seines Lebensgefährten Jeffrey Sevcik schildert. Dieser war bereits 1986 an den Folgen von AIDS gestorben. Russo starb im November 1990 im Alter von 44 Jahren an den Folgen von AIDS.

## Auszeichnungen
- 1982: Stonewall Book Award für The Celluloid Closet: Homosexuality in the Movies[7]

Zur Erinnerung an Vito Russo wird von den GLAAD Media Awards seit 2000 der Vito Russo Award gestiftet, der jährlich an offen lebende LGBT-Personen in den Medien vergeben wird, die sich im Kampf gegen Homophobie engagiert haben. Die GLAAD entwickelte auch den Vito-Russo-Test, der ähnlich wie der noch bekanntere Bechdel-Test funktioniert.

## Werke von Russo
- The Celluloid Closet. Homosexuality in the Movies. Harper & Row, New York 1981, ISBN 0-06-090871-8. Erweiterte Neuausgabe 1987, ISBN 0-06-096132-5.
  - deutsche Ausgabe: Die schwule Traumfabrik: Homosexualität im Film. Gmünder, Berlin 1990, ISBN 3-924163-47-2.